# Manija (Tõstamaa)
Manija – wieś w Estonii, w prowincji Parnawa, w gminie Tõstamaa.